# Шаверы
Шаверы — озеро на территории Лендерского сельского поселения Муезерского района Республики Карелия.

## Общие сведения
Площадь озера — 1,6 км², площадь бассейна — 4850 км². Располагается на высоте 147,9 метров над уровнем моря.
Форма озера продолговатая, вытянуто с северо-запада на юго-восток. Берега озера каменисто-песчаные, местами заболоченные.
С юго-востока в озеро впадает река Комариная, вытекающая из озера Гуйлли.
Через озеро протекает река Лендерка, впадая в него двумя рукавами  с севера и северо-востока и вытекая из южной оконечности.
Населённые пункты возле озера отсутствуют. Озеро расположено в 3,3 км от Российско-финляндской границы.
Код водного объекта в государственном водном реестре — 01050000111102000010892.